# Abranovce
Abranovce és un poble i municipi d'Eslovàquia. Es troba a la regió de Prešov, al nord del país.
El primer esment escrit de la vila data del 1320.

## Demografia
| Godina             | 1994 | 2004   | 2014    | 2024    |
| ------------------ | ---- | ------ | ------- | ------- |
| Nombre de persones | 510  | 548    | 644     | 734     |
| Diferència         |      | +7,45% | +17,51% | +13,97% |

| Godina             | 2023 | 2024   |
| ------------------ | ---- | ------ |
| Nombre de persones | 715  | 734    |
| Diferència         |      | +2,65% |